# Ib Eisner
Ib Eisner (* 19. Mai 1925 in Kopenhagen; † 7. April 2003 in Frederiksberg) war ein dänischer Künstler.

## Leben
Er begann seine künstlerische Laufbahn 1945 an der Königlich Dänischen Kunstakademie Kopenhagen, wo er bei den Professoren Aksel Jørgensen, Kræsten Iversen und Olaf Rude studierte.
Eisner setzte reine, meist ungemischte Farben mit raschem Pinselstrich aneinander. Sie verwandeln seine Gemälde in vibrierende und dynamische Oberflächen, die in all ihrer virtuosen Malweise dennoch immer dem Gegenstand verpflichtet bleiben. Dabei arbeitete er mehr und mehr in Bildserien, um den Nuancen der Veränderung von Lichtstimmungen und Jahreszeiten auf den Grund zu gehen. Um diesen Eindruck unmittelbar einzufangen, verließ er mit der Staffelei sein Atelier und malte in der Natur. Zeitlebens hat er sich für Motive seines Umfeldes, seines Alltages entschieden, die ihn zu einem zentralen Chronisten der dänischen Gesellschaft in der zweiten Hälfte des 20. Jahrhunderts gemacht haben.
Besonders ausgeprägt war Eisners Interesse an dem traditionsreichen dänischen Wald- und Wildpark „Dyrehaven“. Dieser bot ihm ein vielfältiges Repertoire an Motiven und war Dreh- und Angelpunkt seines Lebens und seines künstlerischen Schaffens. In seinem Heimatland avancierte er vor allem durch seine heiteren Ansichten aus den traditionsreichen Vergnügungsparks „Tivoli“ und „Bakken“, zu einem anerkannten Künstler Dänemarks. Darstellungen des „Sankt Hans Feuer“ und der Insel Bornholm sind weitere zentrale Themen, die er in seiner Kunst festhielt. Neben Landschafts- und Figurendarstellungen bildeten Stillleben eine feste Größe in der Malerei Eisners.
Ib Eisner hat sich bereits zu seinen Lebzeiten durch zahlreiche Ausstellungen vor allem im skandinavischen Raum einen Namen gemacht. Zuletzt wurde er im Herbst 2004 mit einer Retrospektive in Korsør/Dänemark geehrt. Aber auch international wurden seine Arbeiten unter anderem in Großbritannien und Japan gezeigt.
Ib Eisner hatte zwei Söhne, den Künstler Jeppe Eisner (* 1952) und den Schauspieler Morten Eisner (* 1954). Er starb am 7. April 2003 im Alter von 77 Jahren. Seine Grabstätte befindet sich auf dem Solbjerg-Parkfriedhof in Frederiksberg.